# محمد شريف (لاعب كريكت)
محمد شريف (12 ديسمبر 1985 - ) (بالبنغالية: মোহাম্মদ শরীফ)‏ هو لاعب كريكت بنغلاديشي.

## وصلات خارجية
- محمد شريف على موقع إي آس بي آن كريك إنفو (الإنجليزية)